# Gnophos albula
Gnophos albula là một loài bướm đêm trong họ Geometridae.